# Lucien Muller
 (octobre 2011).
Si vous disposez d'ouvrages ou d'articles de référence ou si vous connaissez des sites web de qualité traitant du thème abordé ici, merci de compléter l'article en donnant les références utiles à sa vérifiabilité et en les liant à la section « Notes et références ».
Pour les articles homonymes, voir Muller.

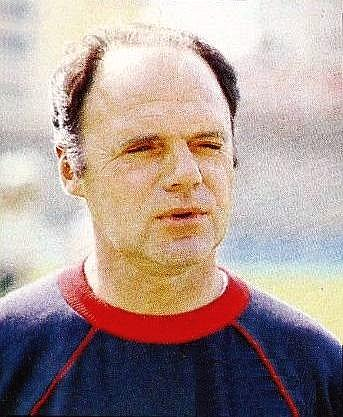
Lucien Muller en 1984 à Monaco.

Lucien Muller (de son nom complet Lucien Muller Schmidt, dit Le petit Kopa, ou Don Luciano en Espagne) est un footballeur français, né le 3 septembre 1934 à Bischwiller (où il débute en jeune amateur jusqu'à 19 ans), de 1,75 m pour 74 kg. Brillant meneur de jeu, il s'exila en Espagne dans les années 1960. Il devint ensuite entraîneur, et demeure l'un des deux Français, avec Helenio Herrera, à avoir entraîné le FC Barcelone. Comptant 16 sélections avec l'équipe de France, il participa à l'Euro 1960.

## Biographie
Il débuta en Alsace, sa région natale puis se fit connaître sous les couleurs du Stade de Reims avec qui il fut deux fois sacré champion de France. Il prit ensuite le chemin du prestigieux  Real Madrid avec qui il joua une finale de Coupe d'Europe des Clubs Champions en 1964 et fut trois fois champion d'Espagne. Il joua ensuite pour l'autre grand club espagnol : le FC Barcelone. Présenté comme le successeur de Raymond Kopa, ses performances sous le maillot bleu ne furent jamais à la hauteur de ses prestations en club. Il fit néanmoins partie de l'équipe de France qui participa à la Coupe du monde 1966. Il revint à Reims en fin de carrière.
Devenu entraîneur il revint brièvement à Barcelone à la fin des années 1970, club qu'il qualifie en Finale de la Coupe d'Europe des vainqueurs de coupe, avant d'être remplacé par Joaquim Rifé. Il fut ensuite chargé des destinées de l'AS Monaco, à ce titre il vécut le premier match diffusé par Canal+ en 1984.

## Clubs

### Joueur
- jusqu'en 1953 :  FC Bischwiller
- 1953 à 1957 :  RC Strasbourg
- 1957 à 1959 :  Toulouse FC
- 1959 à 1962 :  Stade de Reims
- 1962 à 1965 :  Real Madrid
- 1965 à 1968 :  FC Barcelone
- 1968 à 1970 :  Stade de Reims

### Entraîneur
- 1970 à 1974 :  CD Castellón
- 1975 à 1976 :  Burgos CF
- 1976 à 1977 :  Real Saragosse
- 1977 à 1978 :  Burgos CF
- 1978 à 1979 :  FC Barcelone
- 1979 à 1981 :  Burgos CF
- 1981 à 1983 :  RCD Majorque
- 1983 à 1986 :  AS Monaco
- 1987 à 1988 :  RCD Majorque
- 1990 à 1992 :  CD Castellón

## Palmarès

### Joueur

#### Équipe de France
- 16 sélections en équipe de France A, de 1959 à 1964 (3 buts)[1]
- Demi-finaliste du Championnat d’Europe des Nations en 1960 (4e ; ne joue pas la petite finale)
- Sélectionné pour la Coupe du monde 1966

#### Clubs
- Coupe de l’UEFA (villes de foire) en 1966 (avec Barcelone, 2ème Français à remporter cette épreuve)
- Champion de France en 1960 et 1962 (avec Reims)
- Champion d’Espagne en 1963, 1964 et 1965 (avec Madrid)
- Coupe d’Espagne en 1968 (avec Barcelone)
- Trophée des champions en 1960 (avec Reims)
- Trophée Joan Gamper en 1966 et 1967 (avec Barcelone)
- Finaliste de la Coupe d’Europe des Clubs Champions en 1964 (avec Madrid)
- Vice-champion d’Espagne en 1967 et 1968 (avec Barcelone) (3e en 1966)

### Entraîneur
- Coupe de France en 1985 (avec Monaco)
- Coupe des Alpes en 1983 et 1984 (avec Monaco)
- Vice-champion de France en 1984 (avec Monaco) (3e en 1985)
- Finaliste de la coupe de France en 1984 (avec Monaco)
- Finaliste du Trophée des champions 1985 (avec Monaco)